# Drysvjaty
Drysvjaty (litevsky Drūkšiai, bělorusky Дрысвяты nebo Дрысьвяты, rusky Дрисвяты) je jezero v Litvě a v Bělorusku (Braslavský okres Vitebské oblasti), 2 km na jih od litevsko-lotyšské státní hranice. Má rozlohu 44,79 km², z čehož je v současnosti 10 km² na území Běloruska; do roku 1997, kdy byla podepsána smlouva mezi Litvou a Běloruskem o státní hranici Litvě náleželo 99,4 % plochy a jen 253 ha náleželo Bělorusku. Průměrná hloubka je 7,6 m. Průhlednost vody je v létě 7,8 m. Maximální hloubky dosahuje 33,3 m. Koncentrace minerálních solí: 221–274 mg/l. Rozkládá se na severovýchodním okraji Baltského pojezeří, je morénové a má lopatkový tvar.

## Pobřeží
Pobřeží je značně členité s množstvím valounů. Výška břehů dosahuje 15 m. Poloostrovy (na jihu): Drūkšių, Serbiejiškės, Grikiniškės pusiasalis. Zálivy: (na jihu): Drūkšių, Šaškų, Grikiniškės įlanka, (na severu): Tilžės a Garšvinės įlanka. Nedaleko je město Visaginas.

## Vodní režim
Přitéká do něj 11 malých potoků a odtéká z něj řeka Prorva, která je přes jezero Obloje a řeku Drūkša spojená s řekou Dysnou (levý přítok Západní Dviny).

## Využití
Regulovaný odtok z jezera využívá hydroelektrárna „Přátelství“ (Draugystės) (nedaleko vsi Drysvjaty (Bělorusko), která byla roku 1953 postavena spoluprací kolchozů Litvy, Lotyšska a Běloruska, které tehdy ještě byly republikami Sovětského svazu. Při její stavbě se zvýšila hladina jezera a jeho odtoku Prorva o 30 cm. Na jihovýchodním břehu se nachází Drysvjatský park. V jezeře žije mnoho druhů ryb.

### Turizmus
Pro velkou rozlohu jezera se tvoří veliké vlny a také mlha, z toho důvodu se přísně nedoporučuje plavat daleko od břehu nebo se plavit malými nebo nedostatečně vybavenými plavidly. Protože je jezero v litevsko-běloruském pohraničí, pokud v něm chcete rybařit nebo plavat, musíte se zaregistrovat u pohraniční služby.

## Ignalinská atomová elektrárna
V roce 1982 byla vedle jezera postavena Ignalinská jaderná elektrárna.

### Ekologie
Voda jezera je používána ke chlazení agregátů elektrárny. Následkem toho po spuštění elektrárny teplota vody v jezeře stoupla o 2–3 °C a značná část jezera nezamrzá ani v nejtužších zimách. Za rok se z jezera vypaří průměrně 600 mm vody. Má se za to, že díky zvýšení teplotě vody v jezeře rychleji rostou ryby. Kvůli blízké jaderné elektrárně je neustále monitorována radioaktivita vody v jezeře. Od prvních měření až dosud nebyla nikdy zaregistrována zvýšená radioaktivita, radioaktivita vždy odpovídala přirozené přírodní úrovni záření (pozadí).